# Konzentrative Bewegungstherapie
Die Konzentrative Bewegungstherapie (KBT) ist eine körperorientierte psychotherapeutische Methode. In ihr werden Wahrnehmung und Bewegung als Grundlage des Handelns, Fühlens und Denkens genutzt. Im konzentrativen Sich-Bewegen, Sich-Wahrnehmen werden Erinnerungen reaktiviert, die im Laufe des Lebens ihren Körperausdruck in Haltung und Verhalten gefunden haben.
Die KBT soll einen Erfahrungs- und Handlungsraum im Hier und Jetzt schaffen. Dies geschieht in therapeutischen Angeboten zu Wahrnehmung (von belebten und unbelebten Objekten, von Raum und Zeit), Bewegung, Berührung, Gestaltung und der Arbeit mit Symbolen. Dabei zeigt sich die individuelle Lebens- und Lerngeschichte und deren Verarbeitung.
Die eigenen Wahrnehmungs-, Bewegungs- und Beziehungsmuster sollen erlebbar werden, bestehende Bewältigungs- und Lösungsstrategien, aber auch Defizite sollen bewusst und Ressourcen belebt und aktiviert werden. Zugleich können neue Erlebnis- und Handlungsmöglichkeiten entwickelt und erprobt werden. Das Erlebte wird versprachlicht, auf diese Weise erfasst und eingeordnet, was zu einem umfassenden Begreifen, Verstehen und vermehrter Mitteilbarkeit führt. Darüber zu sprechen macht das Erlebte bewusst, verfügbar und kommunizierbar.

## Geschichte
Die KBT hat ihre Wurzeln in der Bewegungsarbeit von Elsa Gindler (1885–1961). Diese Bewegungsarbeit von anderen im Bereich der Krankenbehandlung (z. B. von Gertrud Heller) angewendet. Helmuth Stolze, Arzt und Psychoanalytiker, ein Schüler Hellers, begründete diese Wahrnehmungs- und Bewegungsarbeit als eigenständige Methode, indem er ihr 1958 bei den Lindauer Psychotherapiewochen den Namen „Konzentrative Bewegungstherapie“ gab.
Als wurde sie im psychosomatisch-psychiatrischen Bereich weiterentwickelt. Inzwischen nimmt sie einen festen Platz im klinischen Bereich ein und wird vielfältig in freier Praxis angewandt.
1975 wurde der Deutsche Arbeitskreis für Konzentrative Bewegungstherapie (DAKBT) von Ursula Kost gegründet, 1980 der Österreichische Arbeitskreis für Konzentrative Bewegungstherapie (ÖAKBT) von Sylvia Cserny. 2000 erfolgte in Österreich die Anerkennung als wissenschaftliches psychotherapeutisches Verfahren/Fachspezifikum durch das Bundesministerium für Soziales, Sicherheit und Generationen.

## Theoretischer Hintergrund
Die KBT verbindet ihre eigenständige Theorie einer Bewegungs-/ Körperpsychotherapie mit den Erkenntnissen der Tiefenpsychologie, der psychodynamischen und Strukturpsychologie, der kognitiven Psychologie und Gestaltpsychologie, der Entwicklungspsychologie, der Säuglingsforschung, der Objektbeziehungstheorie, psychosomatischer Erklärungsmodelle und den Erkenntnissen der Gehirnforschung.

## Methodenspezifische Ausrichtung
Die KBT ist eine psychotherapeutische Methode für Einzelpersonen und Gruppen. Ausgehend von der Theorie, dass sich Wahrnehmung zusammensetzt aus Sinnes-empfindungen und Erfahrungen, geht die KBT den Weg der bewussten Sinneswahrnehmung im Hier und Jetzt auf dem Hintergrund der individuellen Lebens- und Lerngeschichte.
Nachdem Wahrnehmung und Bewegung eine Einheit bilden (Gestaltkreis von Viktor von Weizsäcker: Wahrnehmen – Bewegen, Denken – Sprechen) ist in der therapeutischen Praxis die Akzentuierung von Wahrnehmung (sensorische und kinästhetische) und Bewegung Angelpunkt für Erfahren, Handeln und Erinnern. Das Erlebte wird durch Versprachlichung bewusst, d. h. begrifflich erfasst, und somit den Ebenen des Denkens, der Assoziation, der Reflexion und der Kommunikation zugeführt. Die Erlebnisebene, Handlungsebene und die Ebene des sprachlichen Ausdrucks bilden so eine Einheit. Auf diese Weise werden Möglichkeiten und Grenzen erlebbar, in ihrer Bedeutung verstehbar und benennbar und damit der psychotherapeutischen Bearbeitung zugänglich.
Jederzeit kann sich Vergangenes, auch Vorsprachliches, aktualisieren. Dem Erleben nicht mehr zugängliche Gefühle und die dahinter liegenden Konflikte können im aktuellen Beziehungsgeschehen (im Kontakt mit sich, mit anderen, mit Objekten/Gegenständen) auftauchen und werden dort auch durchgearbeitet, wobei dem Körperdialog hierbei besondere Bedeutung zukommt.
Durch vielschichtiges Erfahren, Handeln im Hier und Jetzt und Erinnern kommt es zu einer Differenzierung und Erweiterung der Selbst- und Fremdwahrnehmung, sowie des Erlebens und somit zu einer Aktivierung von Ressourcen.
Probehandeln erschließt neue Handlungsmöglichkeiten und schafft zusätzliche Handlungskompetenz. Die KBT ist darauf ausgerichtet, Handlungsfelder zu eröffnen, die realitätsnah sind, neue Erfahrungen zu ermöglichen und deren Umsetzung in den Alltag der Patienten zu erleichtern.

### Die wesentlichen Elemente der Methode
- Körperwahrnehmung in Ruhe und Bewegung
- Wahrnehmung des eigenen Handelns für sich und in Beziehung
- Wahrnehmung von Raum und Zeit
- Arbeit mit Gegenständen als Möglichkeit der taktilen Erfahrung, als Gegenüber, als Projektionsfläche, als Erinnerungsfeld,  zur szenischen Gestaltung und als Mittel für schöpferische Gestaltungsprozesse

### Indikationsschwerpunkte
- Depression
- Psychosomatische Beschwerden
- Chronische Schmerzerkrankungen
- Borderline- und andere Persönlichkeitsstörungen
- Angsterkrankungen
- Zwangsstörungen
- Essstörungen
- Suchtprobleme
- Traumata

### Anwendungsbereiche

#### In Deutschland
- Psychosomatische und psychiatrische Kliniken
- Ambulante (psycho-) therapeutische Praxen
- Beratungsstellen
- Erwachsenenbildung
- Selbsterfahrung und Persönlichkeitsentwicklung
- Coaching und Supervision

#### In Österreich
- Ambulante und stationäre Psychotherapie
- Selbsterfahrung, Persönlichkeitsentwicklung
- Pädagogik, Behindertenarbeit
- Beratung und Supervision

## Forschung

### In Deutschland
Parallel zu ihrer theoretischen und praktischen Entwicklung wurde die KBT von Anfang an auch empirisch untersucht und reflektiert. Elsa Gindler hat ihre Bewegungsarbeit fortlaufend dokumentiert und sich für Forschungsfragen interessiert. In ihrer Nachfolge wurde die KBT in Fallberichten dokumentiert. Universitäre Forschung zur KBT wurde vor allem von Helmuth Stolze und Klaus-Peter Seidler initiiert.
Diverse Diplom- und Masterarbeiten sowie Promotionen in der Medizin, Psychologie und Psychotherapie haben die KBT zum Forschungsgegenstand.
Die Forschungsgruppe des DAKBT arbeitet seit 1999. Sie entwickelt Forschungsinstrumente für die KBT und initiiert Studien. Die Ergebnisse ihrer empirischen Studien zur KBT wurden auf der von 1999 bis 2018 jährlich stattfindenden Forschungswerkstatt des DAKBT vorgestellt und diskutiert. Darüber hinaus finden sich Beiträge in Fachzeitschriften und auf nationalen und internationalen Tagungen.

### In Österreich
Seit 2011 ist im ÖAKBT eine Forschungsgruppe installiert. In Anlehnung an die Vorgabe des zuständigen Bundesministeriums und in Kooperation mit der DUK (Donau-Universität Krems) werden Forschungsinhalte erarbeitet und Projekte entwickelt.

## Ausbildung, Weiterbildung, Fortbildung

### In Deutschland
Die KBT ist eine Methode, die berufsbegleitend erlernt wird. Sie wird weiterbildend vermittelt auf Grundlage eines erlernten Berufes, etwa aus den Bereichen Medizin, Ergotherapie, Physiotherapie, Sportwissenschaft, Psychologie und Pädagogik. Im Durchschnitt dauert die Weiterbildung etwa fünf Jahre.
Nach einem formalisierten Zulassungsverfahren nehmen die Weiterbildungskandidaten an einer Selbsterfahrungsgruppe teil, die 240 Stunden in fester Zusammensetzung läuft und absolvieren zusätzlich 40 Selbsterfahrungs-Einzelstunden. Der erste Teil der Weiterbildung endet mit einem Zwischenkolloquium, in dem die Kandidatinnen eine persönliche Bilanz der bisherigen Selbsterfahrung ziehen und die Entscheidung für die Weiterbildung nochmals überprüfen.
Im zweiten Weiterbildungsabschnitt geht es um die KBT-spezifische Vermittlung von Theorie und Methodik. Parallel dazu befassen sich die Weiterbildungskandidaten mit der praktischen Anwendung der KBT auf verschiedenen Stufen: Als Beobachter von Gruppen, die von erfahrenen KBT-Therapeuten geleitet werden, dann als Co-Therapeuten in der Leitung von Gruppen und schließlich selbständig mit Gruppen und Einzelpersonen unter intensiver Supervision von Lehrtherapeuten.
Für den Abschluss der Weiterbildung mit Zertifikat sind drei Leistungsnachweise erforderlich. Der Leistungsnachweis „Grundlagen und Theorie der KBT“ und der Leistungsnachweis „Therapieprozess“, in dem drei aufeinanderfolgende Stunden schriftlich dargestellt werden, können ab dem Zwischenkolloquium erbracht werden. Der Leistungsnachweis „Methodik und Praxis der KBT“ sowie die Vorbereitung, Durchführung und Reflexion einer KBT-Gruppe in Anwesenheit von zwei Lehrbeauftragten bilden den endgültigen Abschluss der Weiterbildung.

### In Österreich
Ausbildungen werden berufsbegleitend regelmäßig angeboten. Zur Weiterbildung steht das Curriculum für Säuglings-, Kinder- und Jugendlichenpsychotherapie zur Verfügung.